# Brausch Niemann
Pas d'image ? Cliquez ici
Brausch Niemann, de son vrai nom Ambraüsus Niemann est un pilote automobile et motocycliste sud-africain né le 7 janvier 1939 à Durban. Il est notamment connu pour avoir participé aux Grands Prix automobile d'Afrique du Sud 1963 et 1965 ainsi que pour avoir remporté le Championnat d'Afrique du Sud d'endurance moto 1979.

## Carrière
Brausch Niemann commence sa carrière en 1962 au Grand Prix automobile du Rand. Engagé avec sa Lotus Seven qu'il a lui-même modifié, il termine la course onzième et dernier classés, avec cinq tours de retard sur le vainqueur, Jim Clark.
Il tente ensuite sa chance pour le Grand Prix automobile du Natal mais ne parvient pas à se qualifier.

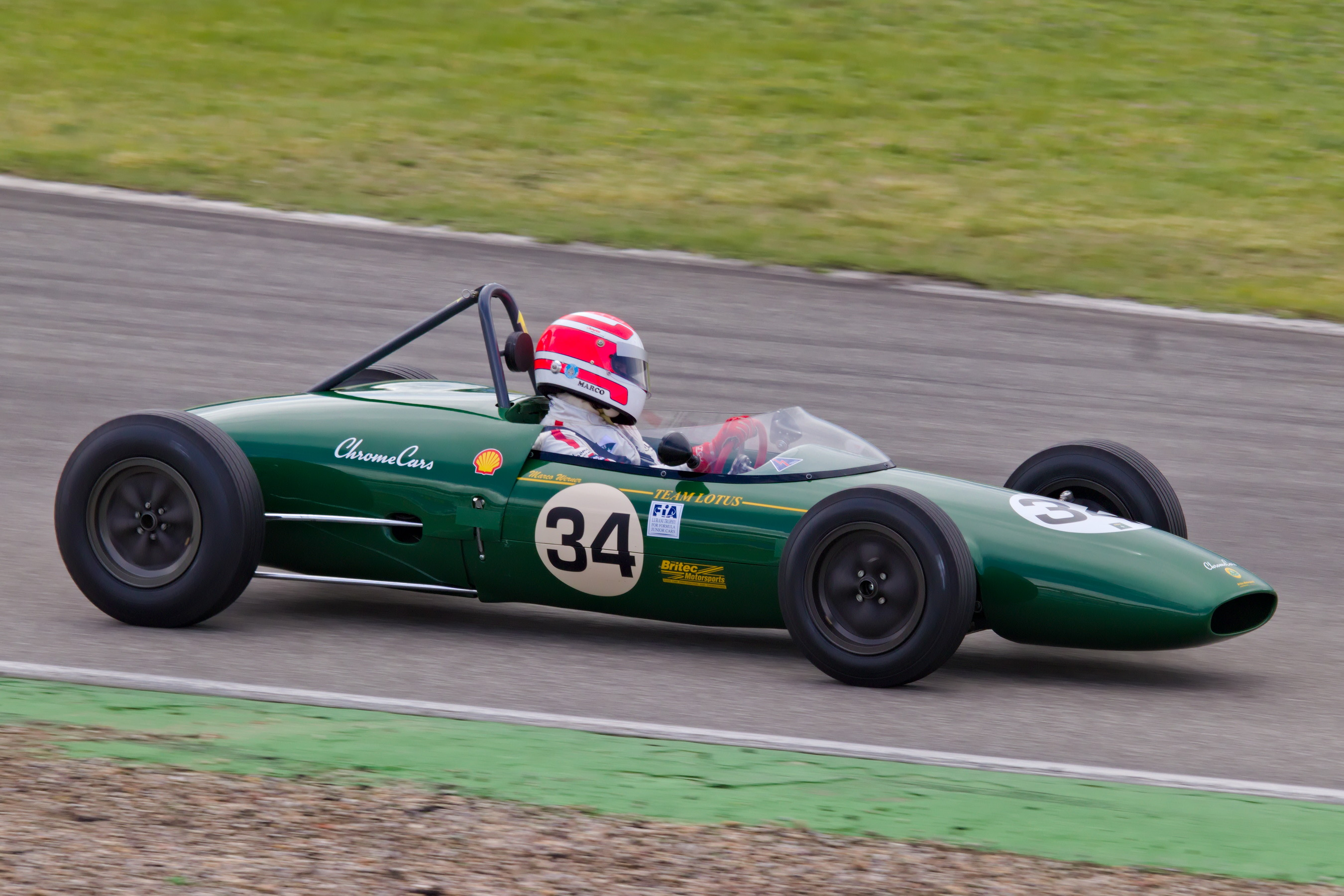
Une Lotus 22 (ici aux couleurs du Team Lotus), comparable à celle que Brausch Niemann pilote.

En 1963, il rencontre Ted Lanfear qui lui confie le volant de sa Lotus 22. Brausch participe au Grand Prix automobile du Rand où il abandonne dès le départ à cause d'un problème d'allumage. Quelques jours plus tard, il dispute sa première course de Formule 1, le Grand Prix automobile d'Afrique du Sud 1963 comptant pour le Championnat du monde. Il se qualifie quinzième à 7 secondes de Jim Clark, entre David Prophet et Peter de Klerk. La course est difficile puisqu'il termine quatorzième et dernier, à dix-neuf tours du vainqueur Jim Clark.
En 1964, au Grand Prix automobile du Rand, il réalise sa meilleure performance en finissant cinquième de la course.
En 1965, il est encore présent au Rand où il abandonne victime d'un problème avec de pression d'huile. Quelques jours plus tard, il tente une nouvelle fois sa chance au Grand Prix automobile d'Afrique du Sud mais ne parvient pas à se qualifier.
Brausch Niemann décide alors de disputer dorénavant des courses de voitures de sport jusqu'en 1975, quand la crise pétrolière rend difficile la pratique du sport automobile. Il passe alors sur deux roues et dispute le Championnat d'Afrique du Sud d'endurance moto au guidon de montures de 250 cm³ qu'il prépare. Ses résultats sont bons puisqu'il sera sacré champion de la discipline en 1979.
Après ce succès, Brausch Niemann s'exile au Royaume-Uni, à Rhoshill, dans le Pembrokeshire (Pays de Galles) où il fonde  Gazelle Exhaust, son entreprise d'échappements. L'entreprise est florissante puisqu'il ouvre des succursales en France (à Ruffec) et en Thaïlande.
Par la suite il rentre en Afrique du Sud pour exercer le métier d'importateur de Kawasaki.

## Résultats en championnat du monde de Formule 1
| Saison | Écurie      | Châssis  | Moteur  | Courses   | Victoires | Podiums | Pole positions | Meilleurs tours | Points | Classement |
| ------ | ----------- | -------- | ------- | --------- | --------- | ------- | -------------- | --------------- | ------ | ---------- |
| 1963   | Ted Lanfear | Lotus 22 | Ford V8 | 1         | 0         | 0       | 0              | 0               | 0      | Nc.        |
| 1965   | Ted Lanfear | Lotus 22 | Ford V8 | 0 (1 Nq.) | 0         | 0       | 0              | 0               | 0      | Nc.        |

## Palmarès
- Champion d'Afrique du Sud d'endurance moto 1979